# Special Assignment
"Special Assignment" is de tiende aflevering van de televisieserie Captain Scarlet and the Mysterons, een sciencefictionserie waarin gebruikgemaakt wordt van de poppenspeltechniek supermarionation. De aflevering werd voor het eerst uitgezonden op ATV Midlands in Engeland op 1 december 1967. Qua productievolgorde was het echter de twintigste aflevering.

## Verhaal
Op een nacht arriveert Captain Black bij een benzinestation en beweert tegenover de eigenaar, Mason, dat hij benzine nodig heeft. Wanneer Mason achter de auto staat rijdt Black plotseling achteruit en doodt Mason, waarna de Mysterons hem retrometaboliseren.
Later arriveren twee mannen, Steele en Kramer, bij het station om het oliepeil en de remmen van hun wagen na te laten kijken. De Mysteron-Mason maakt hen wijs dat de remvloeistof bijna op is, maar in plaats van het bij te vullen laat hij het laatste beetje ook weglopen. Hierdoor crasht de wagen van de twee later, en de Mysterons retrometaboliseren de twee mannen eveneens.
Via een radiobericht laten de Mysterons weten dat ze heel Noord-Amerika zullen platgooien. In Cloudbase informeert Colonel White zijn officieren hierover. Hij vertelt Captain Scarlet dat hij een speciale opdracht krijgt.
Later die nacht gaan Scarlet en Captain Blue naar een casino. Scarlet speelt fanatiek aan de roulette terwijl Steele en Kramer toekijken en het met elkaar eens zijn dat Scarlet ideaal zou zijn voor hun plannen. Scarlet heeft duidelijk geen geluk bij het gokken en maakt zelfs een schuld van 5000 dollar. Als hij dit niet binnen drie dagen betaalt, zal het casino Spectrum inlichten over Scarlets gedrag, en zal hij zeker uit de organisatie worden gezet.
In Cloudbase heeft Colonel White al vernomen wat er is gebeurd en hij schorst Scarlet wegens gokken onder diensttijd. Blue is nogal verontwaardigd over hoe plotseling Scarlet geschorst is. Scarlet neemt ondertussen zijn intrek in een hotel in Arizona, en brengt veel van de tijd in een bar door. Steele en Kramer bezoeken Scarlet en beweren zijn hele verhaal te kennen. Scarlet is razend als ze vertellen dat ze een SPV willen voor “privégebruik”, maar Kramer toont Scarlet zijn schuldbekentenis van 5000 dollar en belooft deze te zullen verscheuren als Scarlet hen helpt.
Later in de bar weigeren Steele en Kramer Scarlet te vertellen wat ze van plan zijn. Denkend dat ze een bank of goudvoorraad willen beroven, beseft Scarlet dat er nog een "Mr X" moet zijn die het meesterbrein is achter dit alles. De barman luistert hun gesprek af.
In Spectrum heeft men nog altijd geen idee hoe de Mysterons heel Noord-Amerika willen vernietigen. In Cloudbase kan Blue nog altijd niet beseffen wat Scarlet is overkomen. Hij vraagt Lieutenant Green om hem dekking te geven terwijl hij Scarlet opzoekt. Scarlet blijkt al te zijn vertrokken uit het hotel, maar de barman vertelt Blue dat Scarlet en zijn “twee vrienden” op weg zijn naar een ranch in de buurt. In Cloudbase ontdekt White Blues afwezigheid, en Green komt haastig met het excuus dat Blue de beveiliging van het Bacteriologisch centrum in Maryland aan het controleren is.
Scarlet, Steele en Kramer arriveren bij de ranch waar Captain Black ook blijkt te zijn. Hij maakt het plan bekend dat ze Nuclear City in Nevada aan zullen vallen. Scarlet beseft dat die aanval een kettingreactie tot gevolg zal hebben die inderdaad heel Noord-Amerika zal verwoesten. Hij beseft nu ook dat Steele en Kramer Mysteronagenten zijn. Blue arriveert bij de ranch in een Spectrum Saloon. Black wil dat Scarlet zijn loyaliteit bewijst, en Scarlet schiet Blue neer.
Ondertussen heeft White ontdekt dat Blue niet in Maryland is en eist de waarheid te horen. Hij eist meteen contact te krijgen met Blue. Bij de ranch wordt Blue wakker; het blijkt dat Scarlet hem had beschoten met een verdovingspistool. White vertelt Blue dat Scarlets schorsing slechts in scène was gezet zodat Scarlet undercover kon gaan en de plannen van de Mysterons ontdekken. Blue vertelt White over de plannen van de Mysterons om Nuclear City aan te vallen.
Scarlet, Steele en Kramer arriveren bij een SPV-hangar. Daar Scarlet geen identificatie meer heeft slaat hij de bewaker bewusteloos en steelt de SPV. De Angeljets worden gelanceerd vanuit Cloudbase terwijl Scarlet, Steele en Kramer zich door de woestijn naar Nuclear City haasten. De Angels halen de SPV in en Scarlet laat een rooksignaal los om hun aandacht te trekken. Steele trekt een pistool en dwingt Scarlet om door te rijden. Hierop laten de Angeljets granaten vallen. Scarlet waarschuwt de Mysterons dat het hopeloos is, maar Steele schiet Scarlet neer. Met zijn laatste kracht arriveert Scarlet de schietstoel en wordt uit de SPV gelanceerd. Daarna blazen de Angeljets de SPV, met de Mysteronagenten aan boord, op.
Na afloop zitten White, Blue, Green en Scarlet in het casino waar Scarlet zogenaamd 5000 dollar verloor. White vermeldt dat Scarlets speciale opdracht succesvol was omdat de Mysterons werden verleid door hun natuurlijke reactie op Scarlets schorsing. Green vertelt Scarlet dat hij bezig is een roulettespel voor de computers op Cloudbase te maken, en vraagt Scarlet of hij misschien wil helpen. Die is daar zeer verbaasd over en beweert nooit te gokken.

## Rolverdeling

### Reguliere stemacteurs
- Captain Scarlet — Francis Matthews
- Captain Blue — Ed Bishop
- Colonel White — Donald Gray
- Lieutenant Green — Cy Grant
- Captain Ochre — Jeremy Wilkin
- Melody Angel — Sylvia Anderson
- Captain Black — Donald Gray
- Stem van de Mysterons — Donald Gray

### Gastrollen
- Steele — Martin King
- Kramer — Gary Files
- Croupier — Gary Files
- Barman — Jeremy Wilkin
- Mason — Shane Rimmer
- Beveiligingschef — Gary Files
- Hangarbewaker — Martin King

## Fouten
- Het lot van de gereconstureerde Mason wordt niet onthuld. Het is ook onduidelijk waarom de Mysterons hem tot agent maakten als het hen enkel om Steele en Kramer te doen was.
- Wanneer Blue naar de ranch rijdt, zit hij bij de langeafstandshots in een normale auto maar in de close-ups opeens in een Spectrum Saloon.

## Trivia
- "Special Assignment" is een van de weinige afleveringen waarin Colonel White Cloudbase verlaat. De enige andere afleveringen zijn "White as Snow", "Spectrum Strikes Back" en "Flight to Atlantica".